# Анісимово (Ковернинський район)
Анісимово (рос. Анисимово) — присілок в Ковернинському районі Нижньогородської області Російської Федерації.
Населення становить 516 осіб. Входить до складу муніципального утворення Хохломська сільрада.

## Історія
Від 2009 року входить до складу муніципального утворення Хохломська сільрада.

## Населення
| 2002 | 2010 |
| ---- | ---- |
| 556  | ↘516 |